# Guvernul Ludovic Orban (2)
Guvernul Ludovic Orban (2) a guvernat România începând cu 14 martie 2020, când primul guvern Orban, demis prin moțiune de cenzură, a fost reînvestit de Parlament pe fondul răspândirii coronavirozei.
Și-a încetat mandatul pe 7 decembrie 2020, când premierul și-a dat demisia în urma alegerilor parlamentare, în care PNL s-a clasat pe al 2-lea loc, după PSD (atât la Senat cât și la Camera Deputaților). Ministrul Apărării Nicolae Ciucă a fost desemnat prim-ministru interimar, iar guvernul a continuat să funcționeze temporar până la validarea următorului guvern pe 23 decembrie 2020. 
A fost un guvern minoritar, condus de fostul președinte al Partidului Național Liberal (PNL), Ludovic Orban.

## Componență
Guvernul are următoarea componență:
| Minister                                                     | Nume                      | Partid      | În funcție din   | Până la           |
| ------------------------------------------------------------ | ------------------------- | ----------- | ---------------- | ----------------- |
| Prim-ministru                                                | Ludovic Orban             | PNL         | 14 martie 2020   | 7 decembrie 2020  |
| Prim-ministru                                                | Nicolae Ciucă (interimar) | PNL         | 7 decembrie 2020 | 23 decembrie 2020 |
| Viceprim-ministru                                            | Raluca Turcan             | PNL         | 14 martie 2020   | 23 decembrie 2020 |
| Ministrul Educației și Cercetării                            | Monica Anisie             | PNL         | 14 martie 2020   | 23 decembrie 2020 |
| Ministrul Economiei, Energiei și Mediului de Afaceri         | Virgil Popescu            | PNL         | 14 martie 2020   | 23 decembrie 2020 |
| Ministrul Afacerilor Externe                                 | Bogdan Aurescu            | Independent | 14 martie 2020   | 23 decembrie 2020 |
| Ministrul Apărării                                           | Nicolae Ciucă             | PNL         | 14 martie 2020   | 23 decembrie 2020 |
| Ministrul Muncii și Protecției Sociale                       | Violeta Alexandru         | PNL         | 14 martie 2020   | 23 decembrie 2020 |
| Ministrul Lucrărilor Publice, Dezvoltării și Administrației  | Ion Ștefan                | PNL         | 14 martie 2020   | 23 decembrie 2020 |
| Ministrul Mediului, Apelor și Pădurilor                      | Costel Alexe              | PNL         | 14 martie 2020   | 5 noiembrie 2020  |
| Ministrul Mediului, Apelor și Pădurilor                      | Mircea Fechet             | PNL         | 5 noiembrie 2020 | 23 decembrie 2020 |
| Ministrul Transporturilor, Infrastructurii și Comunicațiilor | Lucian Bode               | PNL         | 14 martie 2020   | 23 decembrie 2020 |
| Ministrul Finanțelor Publice                                 | Florin Cîțu               | PNL         | 14 martie 2020   | 23 decembrie 2020 |
| Ministrul Justiției                                          | Cătălin Predoiu           | PNL         | 14 martie 2020   | 23 decembrie 2020 |
| Ministrul Agriculturii și Dezvoltării Rurale                 | Adrian Oros               | PNL         | 14 martie 2020   | 23 decembrie 2020 |
| Ministrul Sănătății                                          | Victor Costache           | PNL         | 14 martie 2020   | 26 martie 2020    |
| Ministrul Sănătății                                          | Nelu Tătaru               | PNL         | 26 martie 2020   | 23 decembrie 2020 |
| Ministrul Afacerilor Interne                                 | Marcel Vela               | PNL         | 14 martie 2020   | 23 decembrie 2020 |
| Ministrul Fondurilor Europene                                | Marcel Boloș              | PNL         | 14 martie 2020   | 23 decembrie 2020 |
| Ministrul Culturii                                           | Bogdan Gheorghiu          | PNL         | 14 martie 2020   | 23 decembrie 2020 |
| Ministrul Tineretului și Sportului                           | Ionuț Stroe               | PNL         | 14 martie 2020   | 23 decembrie 2020 |